# Robert Dauber
Robert Dauber   (Praga i Viena, 27 d'agost de 1922 - Camp de concentració de Dachau, 24 de març de 1945) fou un violoncel·lista, pianista i compositor austríac.
Va néixer a Viena el 1922. El seu pare era un famós violinista jueu Dol Dauber de Bucovina. La seva mare era una bohèmia alemanya de Brno. Tota la família es va traslladar a Praga el 1936. Robert va ser enviat al camp de concentració de Theresienstadt el 8 d'agost de 1942. Va participar en la vida musical allà. Va interpretar la part de violoncel a l'òpera Brundibár. Va ser transportat a Dachau el 28 de setembre de 1944. Allí va ser assassinat el 24 de març de 1945.

## Obres
- Una serenata per a violí i piano és la seva única composició conservada.[3]